# Чебоксарское кладбище № 1
Чебокса́рское кла́дбище № 1 (другое название — Ста́рое кла́дбище; чув. Шупашкарӑн 1–мӗш масарӗ) — главное кладбище Чувашской Республики; расположено в центре города Чебоксары — по улице Богдана Хмельницкого.
На территории кладбища имеется мемориальная зона, в которой проводятся захоронения значимых деятелей Чувашской Республики.

## Историческая справка
Кладбище было открыто в 1930 году, а закрыто в 1965 году.
В 1956 году на городском кладбище № 1 были перезахоронены останки жертв политических репрессий 1937—1940 годов (захоронения политзаключенных производились на месте их расстрелов в оврагах в районе овощехранилища на месте современных улиц Чебоксарская и Казанская, а также во дворе здания бывшего Управления милиции по улице Ярославской). А в 1991 году на этом месте перезахоронения установлен мемориал.
Площадь кладбища 9,2 га. Количество захоронений - около 8000.
Администрация Чебоксар запретила производить захоронения на всей территории кладбища. Данное постановление подписал глава горадминистрации Алексей Ладыков 19 января 2017 года. В исключительных случаях, по решению органов власти Чувашской Республики, производятся захоронения в мемориальной зоне.

## Памятники
- Памятник-кенотаф Даниилу Эльменю (место захоронения — на территории между Домом Советов и Дворцом культуры имени Ухсая в Чебоксарах).
- Памятник культуры (регистрационный номер 2100020000 от  25 февраля 1974 года[5]) Братская могила воинов, умерших от ран в госпиталях в годы Великой Отечественной войны 1941—1945 гг.

## Под охраной государства
Научно-производственный центр «Наследие» Министерства культуры и по делам национальностей Чувашской Республики 8 декабря 2004 года включил в список охраняемых государством памятников истории и культуры города Чебоксары ряд объектов, находящихся на старом кладбище:
- Могилы В. П. Воробьева и Г. В. Воробьева, заслуженных деятелей искусств Чувашской Республики
- Могила П. Хузангая, поэта
- Могила С. В. Эльгера, поэта
- Памятник Д. С. Эльменя, государственного и общественного деятеля Чувашской Республики
- Братская могила воинов, умерших от ран в госпиталях в годы Великой Отечественной войны 1941—1945 гг.

## Среди захороненных
Среди захороненных — персоны, получившие широкую известность, личности, внёсшие существенный вклад в науку и культуру России. Многие из них прославили Чувашию и чувашский мир, являются гордостью Чувашии и чувашского мира; получили признание на государственном уровне, а также в наиболее значимых профессиональных сообществах.
- Агаков Леонид Яковлевич
- Айзман Николай Спиридонович
- Алга Александр Егорович
- Андреев Михаил Андреевич
- Андреева Зоя Ананьевна
- Афанасьев Илларион Афанасьевич
- Ахазов Тимофей Аркадьевич
- Бреслер Арон Менделевич
- Воробьёв Василий Петрович
- Воробьёв Геннадий Васильевич
- Вороновский Николай Анатольевич
- Дмитриев Павел Дмитриевич
- Ерлаков Анатолий Сергеевич
- Ефимов Илья Ефимович
- Зайцев Михаил Васильевич
- Ивник Иван Николаевич
- Игнатьев Ардалион Васильевич
- Игнатьев Михаил Васильевич
- Илларионов Иван Иванович
- Ильбеков Николай Филиппович
- Имуллин Василий Георгиевич
- Ислюков Семён Матвеевич
- Каплин Александр Семёнович
- Костромитинов Михаил Петрович
- Кружилин Тимофей Андреевич
- Кузьмина Вера Кузьминична
- Лукин Филипп Миронович
- Максимов Степан Максимович
- Максимов-Кошкинский Иоаким Степанович
- Марков Борис Семёнович
- Митьков Дмитрий Яковлевич
- Никитин Николай Николаевич
- Осипов Пётр Николаевич
- Полоруссов Николай Иванович
- Прокопьев Илья Павлович
- Прокопьев Леонид Прокопьевич
- Родионов Виктор Иосифович
- Рождественский Николай Александрович
- Сверчков Никита Кузьмич
- Семёнов Леонид Фёдорович
- Сомов Александр Васильевич
- Спиридонов Моисей Спиридонович
- Тукташ Илья Семёнович
- Ургалкин Алексей Константинович
- Фёдоров Ревель Фёдорович
- Фомин Семён Фомич
- Хирбю Григорий Яковлевич
- Хузангай Пётр Петрович
- Чемолосов Алексей Степанович
- Чернов Ефрем Семёнович
- Ырзем Ольга Ивановна
- Эльгер Семён Васильевич
- Юрьев Пётр Фёдорович
- Юрьев Элли Михайлович
- Ярды Валерий Николаевич
- Яшин Иван Васильевич

- Памятник Эльмень Даниил Семёнович
- Могила П. П. Хузангая